# Hololepta pontavicei
Hololepta pontavicei är en skalbaggsart som beskrevs av Sylvain Auguste de Marseul 1860. Hololepta pontavicei ingår i släktet Hololepta och familjen stumpbaggar. Inga underarter finns listade i Catalogue of Life.